# Tarnac
Tarnac är en kommun i departementet Corrèze i regionen Nouvelle-Aquitaine i de centrala delarna av Frankrike. Kommunen ligger  i kantonen Bugeat som tillhör arrondissementet Ussel. År 2022 hade Tarnac 338 invånare.

## Befolkningsutveckling
Antalet invånare i kommunen Tarnac
Referens:INSEE